# Paris City Vision
Paris City Vision est un voyagiste spécialisé dans l’accueil touristique à Paris et en France. Fondé à Paris en 1929 sous l'entité Paris Vision, l’entreprise compte parmi les plus anciens professionnels du tourisme à Paris. Elle a changé de nom commercial pour devenir Paris City Vision, à la suite de la fusion des sociétés historiques Cityrama et Paris Vision en 2010. Paris City Vision s’est construite à travers des rapprochements successifs de différentes activités : excursions en autocars, en minibus et croisières sur la Seine. Elle propose plus de 400 excursions à Paris et à travers la France et accueille des touristes du monde entier.

## Histoire
Paris Vision est née en 1929 tandis que Cityrama a été fondée en 1956. En 1998, avec la RATP, la société lance l'Open Tour.
En 2006, Paris Vision rejoint TourExcel qui contient déjà Cityrama. En 2010, Paris Vision et Cityrama fusionnent au sein de CityVision. Le groupe CityVision est également actionnaire de Paris City Vision La Marina qui possède des bateaux restaurant sur la Seine.
En 2015, le fonds d'investissement Ekkio Capital rachète à LBO France le groupe CityVision,.
Il rejoint la division loisirs de ce fonds (Caliceo, Heitz, Healthcity, Zoo de Thoiry, Appart City, Belambra, André Trigano et Camping.com).
En 2016, CityVision rachète Localers qui est spécialiste des visites guidées à pied à destination d'une clientèle anglo-saxonne.
En 2018, CityVision rachète Meetrip et Cariboo pour prendre pied dans le Web.
En 2018 CityVision reprend Paris Seine et ses 3 bateaux.
En 2019 CityVision devient Paris Experience Group.

## Situation actuelle
Le groupe CityVision compte 200 salariés, pour un chiffre d’affaires annuel de 62 millions d’euros en 2015. Différentes marques ont été exploitées : Cityrama, Paris Vision, l'Open Tour, Marina de Paris et Privatours. Depuis 2015, l'Open Tour est désormais une filiale à 100 % de la RATP.
Paris City Vision exploite la franchise Gray Line en France.